# ورزشگاه شیزوئوکا

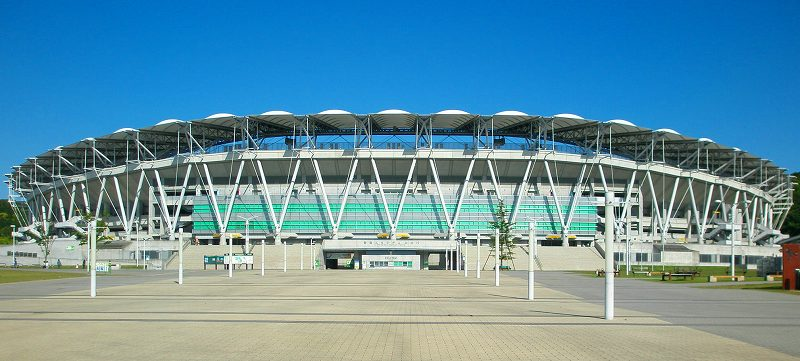

ورزشگاه شیزوئوکا "ای‌کوپا"، (به ژاپنی: 静岡スタジアム・エコパ, Shizuoka Sutajiamu Ekopa) یک ورزشگاه ورزشی که در درجه اول برای فوتبال استفاده می شود. این ورزشگاه در شهر فوکورویی استان شیزوئوکا٬ ژاپن قرار دارد.
گنجایش ورزشگاه ۵۰٬۸۸۹ هزار نفر است.

## پیوند به بیرون

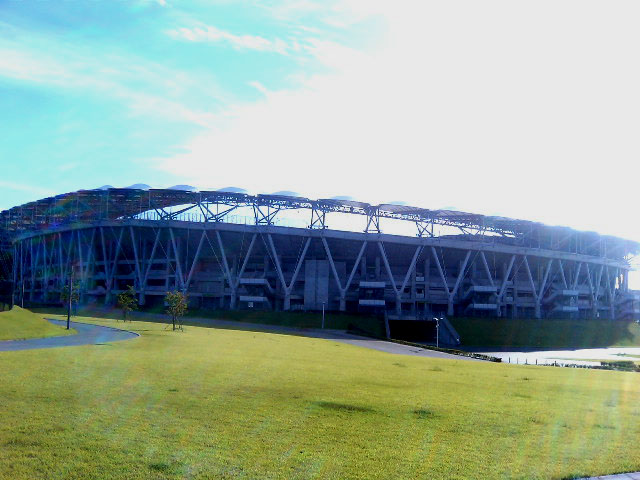
نمای خارج ورزشگاه

## جام جهانی ۲۰۰۲
ورزشگاه شیزوئوکا "ای‌کوپا" یکی از مکانهای برگزاری بازی های جام جهانی ۲۰۰۲ بود. و مسابقات زیر را برگزار کرده
| تاریخ        | تیم ۱  | نتیجه | تیم ۲    | رقابت    |
| ------------ | ------ | ----- | -------- | -------- |
| ۱۱ ژوئن ۲۰۰۲ | کامرون | ۲-۰   | آلمان    | (گروه E) |
| ۱۴ ژوئن ۲۰۰۲ | بلژیک  | ۲-۳   | روسیه    | (گروه H) |
| ۲۱ ژوئن ۲۰۰۲ | برزیل  | ۱-۲   | انگلستان | یک چهارم |